# Varnæs
Varnæs (tysk: Warnitz) er en by på halvøen Sundeved i Sønderjylland med 413 indbyggere  (2024), beliggende 2 km nord for Bovrup, 7 km nordøst for Felsted, 14 km nord for Gråsten og 12 km øst for Aabenraa. Byen hører til Aabenraa Kommune og ligger i Region Syddanmark. I 1970-2006 hørte byen til Lundtoft Kommune.
Varnæs hører til Varnæs Sogn. Varnæs Kirke ligger i byens sydlige ende, der vender mod Bovrup, som også hører til sognet.

## Faciliteter
Varnæs Skole har 130 elever, hvoraf 55 bruger SFO'en, der er delt i 0.-1. og 2.-3. klasse. Efter 6. klasse kommer eleverne på Felsted Skole.

## Historie
Anløbsstedet ved Varnæs Vig var i mange år et vigtigt udskibningssted. I 1231, hvor Varnæs var krongods, nævnes indtægter som kongen havde fra overfarten. Skovsøen 3 km nordøst for byen har været en naturhavn. Der var sat en pælerække med bom for enden for at holde vendere ude. Her var også en handelsplads, men den sandede til. Varnæs er nævnt i Kong Valdemars Jordebog.

### Varnæs Birk
Varnæs Birk havde egen birkedommer og var dermed en selvstændig retskreds indtil 1769, hvor herredsfogeden tillige blev birkefoged. Retshandlingerne foregik under åben himmel på en plads midt i byen. 1 km nordvest for byen ligger Galgebjerg, hvor henrettelser fandt sted. Småforbrydere blev fastgjort til et af de to halsjern på kirkens klokkehus og stod der til spot.

### Aabenraa Amts Jernbaner
Varnæs fik trinbræt med sidespor (tysk: Haltestelle) på Aabenraa Amts Jernbaners linje Aabenraa-Gråsten (1899-1926). Trinbrættet lå ved kroen øst for Varnæsvigvej på den nuværende Varnæsvej, der delvis er anlagt på banens tracé.

### Genforeningssten
Hvor Smedegade munder ud i Varnæsvigvej, står en sten der blev rejst på Grundlovsdag 1930 til minde om Genforeningen i 1920.

## Kendte personer
- Bertel Christian Ægidius (1673-1733), præst og salmedigter – udgav Varnæs-salmebogen i 1717.

- Varnæs Birketing i dag
- Genforeningsstenen
- Minde om udskiftningen i 1711